# Ludovico Podocathor

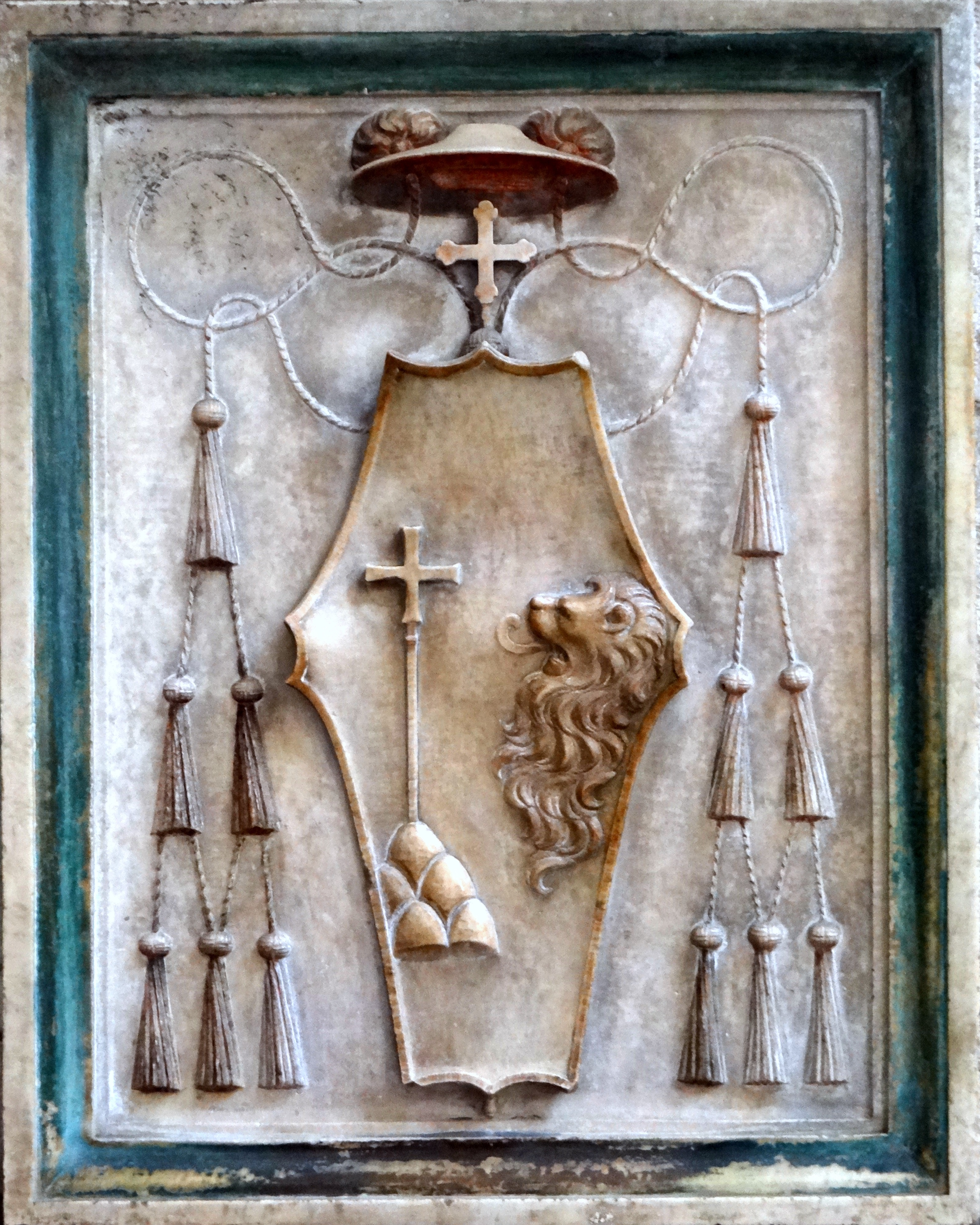
Podocathors Kardinalswappen auf seinem Grabmal

Ludovico Podocathor, auch Podochatero, Podocatharo, Podocatharus, Podacatharus, Podocathro (* 1429 in Nikosia, Zypern; † 25. August 1504 in Mailand) war ein Kardinal der Römischen Kirche unter den Päpsten Alexander VI. und Innozenz VIII.

## Leben
Er war der Privatsekretär und Arzt von Rodrigo Borgia, dem späteren Papst Alexander VI., und von Innozenz VIII. Am 14. November 1483 wurde er zum Bischof von Capaccio ernannt und am 28. September 1500 erhob ihn Alexander VI. zum Kardinal in pectore. Nachdem er seinen Namen am 2. Oktober 1500 veröffentlicht hatte, ernannte er ihn am 5. Oktober 1500 zum Kardinalpriester pro illa vice von Sant’Agata dei Goti. Am 20. Januar 1503 wurde Podocathor auch Erzbischof von Benevent, das er aber seit Anfang 1504 nur als Administrator innehatte. Er nahm am Konklave 1503 teil, aus dem Pius III. als Papst hervorging.
Sein Grab befindet sich in der Kirche Santa Maria del Popolo.